# Mel·lífer vermell
El mel·lífer vermell (Myzomela cruentata) és un ocell de la família dels melifàgids (Meliphagidae).

## Hàbitat i distribució
Habita els boscos de les muntanyes de Nova Guinea, Yapen i Arxipèlag Bismarck, a Nova Hannover, Nova Bretanya, Nova Irlanda, Djaul, Tabar i Duc de York.

## Taxonomia
Segons algunes classificacions, les subespècies mes meridionals formen en realitat una espècie diferent:
- Myzomela erythrina Ramsay, EP, 1877 - mel·lífer rogenc.[3]